# Бормино (Тверская область)
Бормино (карел. Bor’mina) — деревня в Бежецком районе Тверской области. Входит в состав Филиппковского сельского поселения.

## География
Находится в 6 с половиной километрах к юго-западу от города Бежецк, и на таком же расстоянии к северо-западу от деревни Филиппково. Прилегает к дороге Р84 между деревнями Збуново и Аксиньино.

## Население
| 2008 | 2010 |
| ---- | ---- |
| 5    | ↗6   |